# Соня Кастъл
Соня Кастъл (на хърватски: Sonja Kastl) е хърватска филмова и театрална актриса, учителка, балерина и хореограф.

## Биография
Родена е на 14 юли 1929 г. в Загреб, в хърватско еврейско семейство на Джуро и Йосипа Кастл. Баща ѝ е архитект, а майка ѝ е оперна певица. Семейство Кастл има роднински връзки с хърватския политик Степан Радич. От втория си брак с доктор Борис Цимерман има 22-годишна дъщеря Миряна, която загива в автомобилна катастрофа.
От петгодишана възраст започва да танцува в школата на Миряна Янечек Стъропник. Като ученичка танцува в театъра „Детска империя“. В този театър пее и танцува в балетите „Червената шапчица“, „Три момичета“ и „Кралицата на кукли“. През 1944 г. започва кариерата като балерина в Загребския балет. От 1947 г. танцува солови роли. През 1949 г. участва във филма „Флаг“, където играе ролята на обещаващата млада балерина Мария. Участва в балетите 0 Спящата красавица", „Балада за средновековната любов“, „Ромео и Жулиета“, „Копелия“, „Пепеляшка“, „Избиването на амазонките“, „Чудото мандарин“. На 35-годишна възраст изоставя кариерата си на балерина поради травма на коляното. Скоро след това става директор на балета в Хърватския национален театър в Загреб. През следващите 40 години работи като хореограф. През 2007 г. излиза нейният мемоар „Да танцуваш, за да живееш“, написан от певеца и писател Давор Шопф и танцьора и балетен критик Младен Мордей Вучкович.
През 1991 г. получава наградата „Владимир Назаров“ за цялостен принос.